# Bombardier Learjet 45
Il Learjet 45 è un business jet bimotore progettato dalla Learjet (gruppo Bombardier Aerospace, divisione della Bombardier Inc.).

## Storia

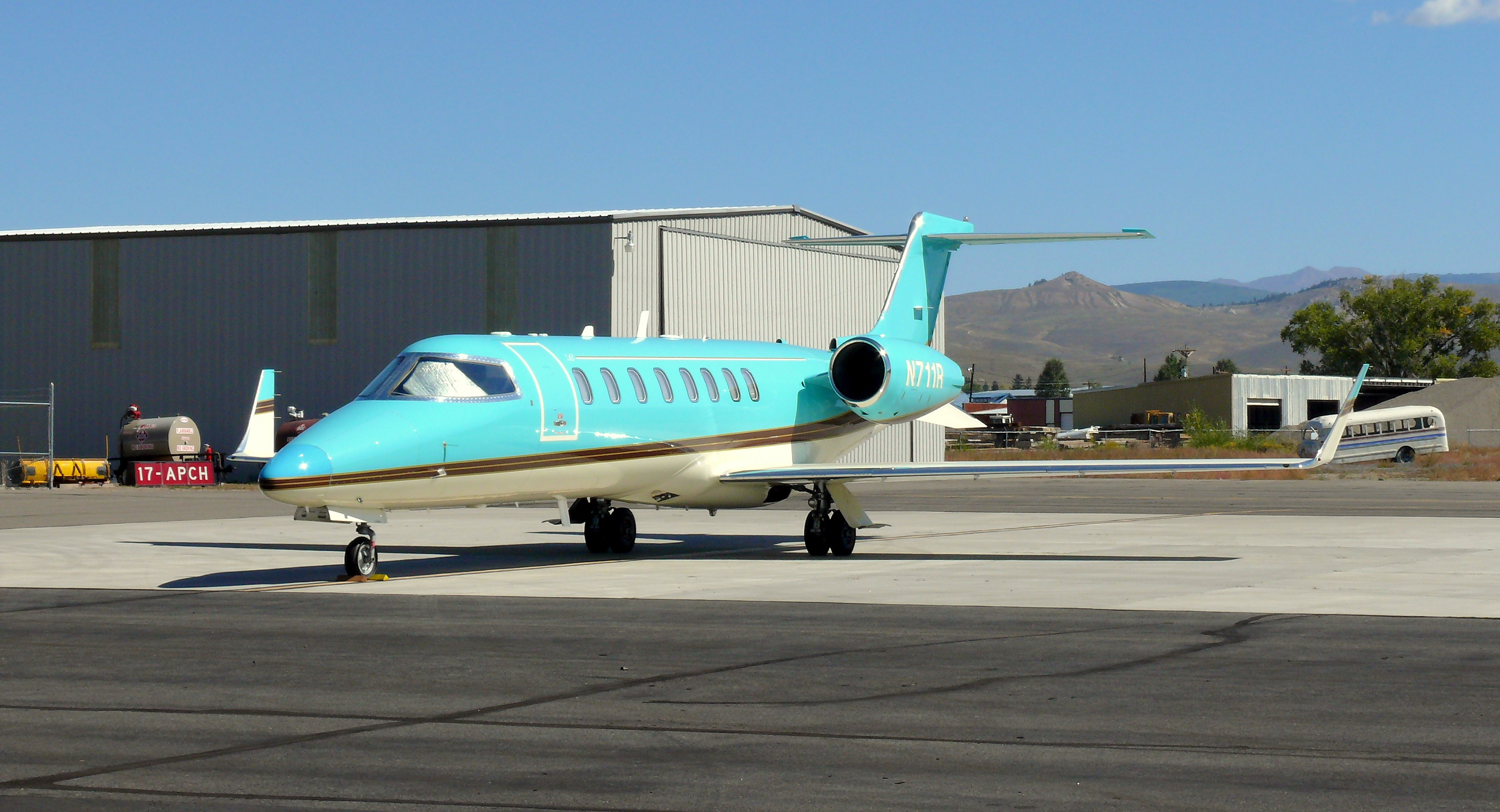
Un Learjet 45 a terra.

La Bombardier annunciò l'inizio dello sviluppo del Learjet 45 nel settembre del 1992 ed il primo prototipo del piccolo jet si alzò dal suolo il 7 ottobre del '95, il giorno del 32º anniversario del primo volo del Learjet 23. La certificazione della FAA venne rilasciata nel settembre di due anni dopo ed il primo esemplare venne messo in commercio nel gennaio 1998.
Nel giugno 2004 è stata introdotta una nuova versione dell'aeromobile, il Learjet 45XR presenta caratteristiche diverse tra cui peso massimo al decollo e velocità decisamente più elevate, riducendo anche il tempo di salita rispetto al LJ45, tutto grazie alla sostituzione dei motori originali con due turboventole TFE731-20BR.

## Tecnica
La cabina di pilotaggio è equipaggiata di quattro monitor Honeywell Primus 1000 EFIS ed è spinto da due turboventole Honeywell TFE731-20 a controllo FADEC, sviluppate appositamente per questo aeromobile. Più grande del 31 e del 40 ma più piccolo del 60, il Learjet 45 è stato costruito da diverse compagnie: la de Havilland Canada ne ha prodotto le ali, mentre l'azienda sussidiaria di Bombardier, Short Brothers, ha costruito la fusoliera e gli impennaggi.

## Utilizzatori

### Militari
El Salvador
- Fuerza Aérea Salvadoreña

1 Learjet 45 consegnato ed in servizio al settembre 2019.
 Irlanda
- Aer Chór na hÉireann

1 Lj 45 consegnato nel 2003, e cogestito con Department of Health and Children.

## Incidenti
- Incidente aereo di Città del Messico: il 4 novembre 2008 un Learjet 45 a bordo del quale viaggiava il Ministro dell'Interno messicano Juan Camilo Mouriño si schiantò a Città del Messico.[7]

## Nella cultura di massa
- Il Learjet 45 è uno dei numerosi aeroplani presenti nella serie di simulatori di volo della Microsoft Flight Simulator.

## Galleria d'immagini

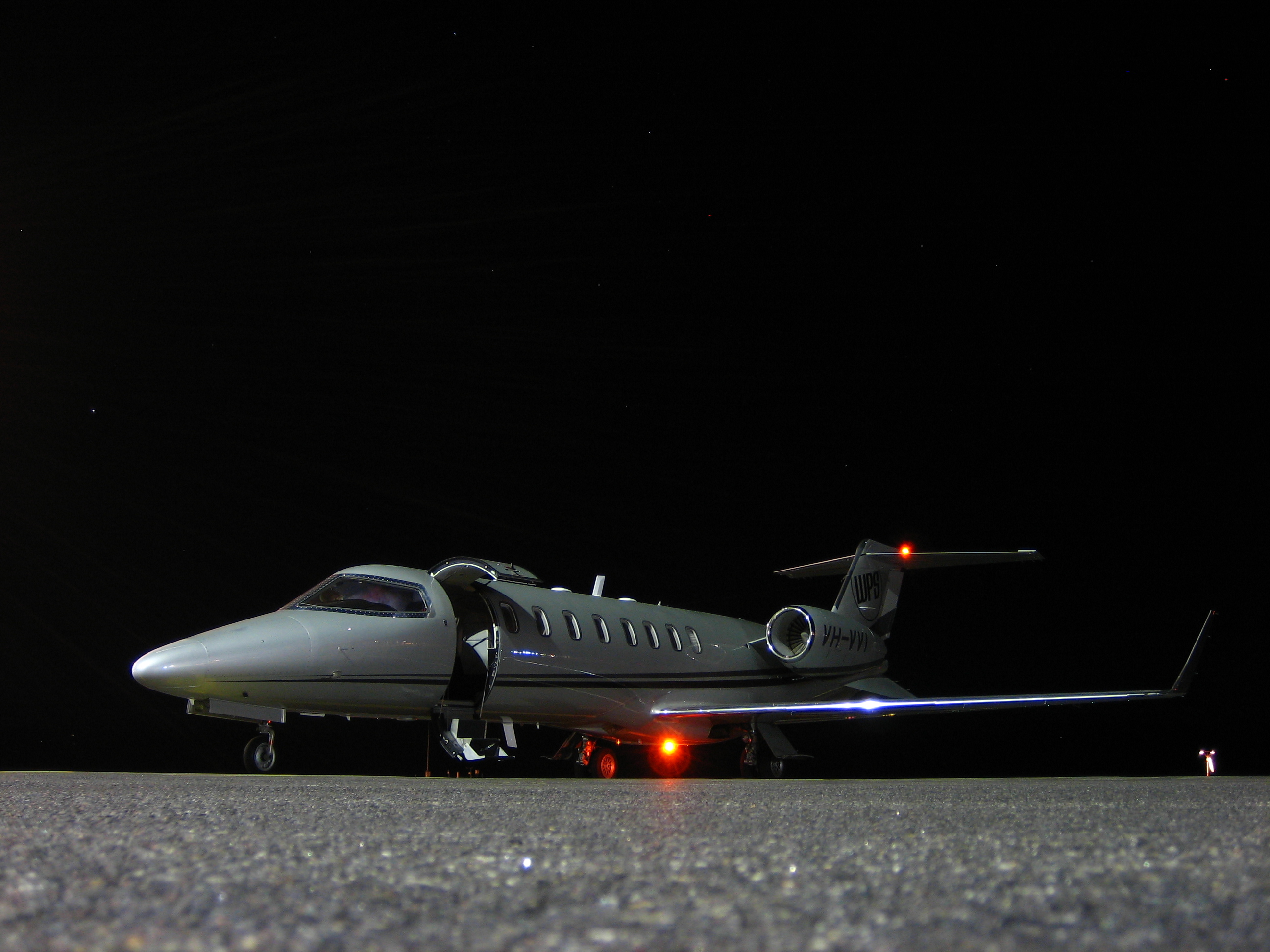
Un Learjet 45 a terra di notte.
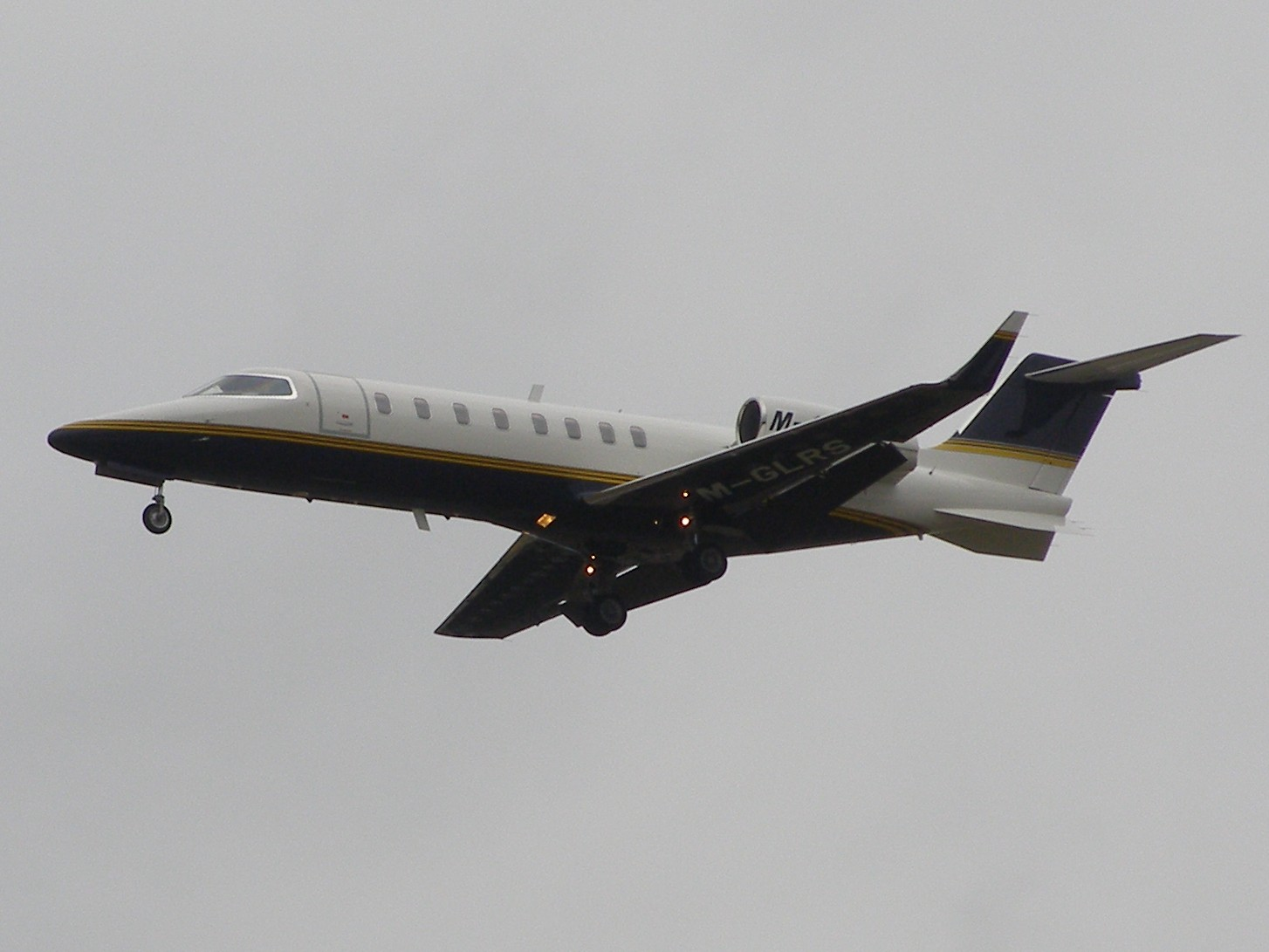
Un Learjet 45 in atterraggio al Farnborough Air Show del 2008.
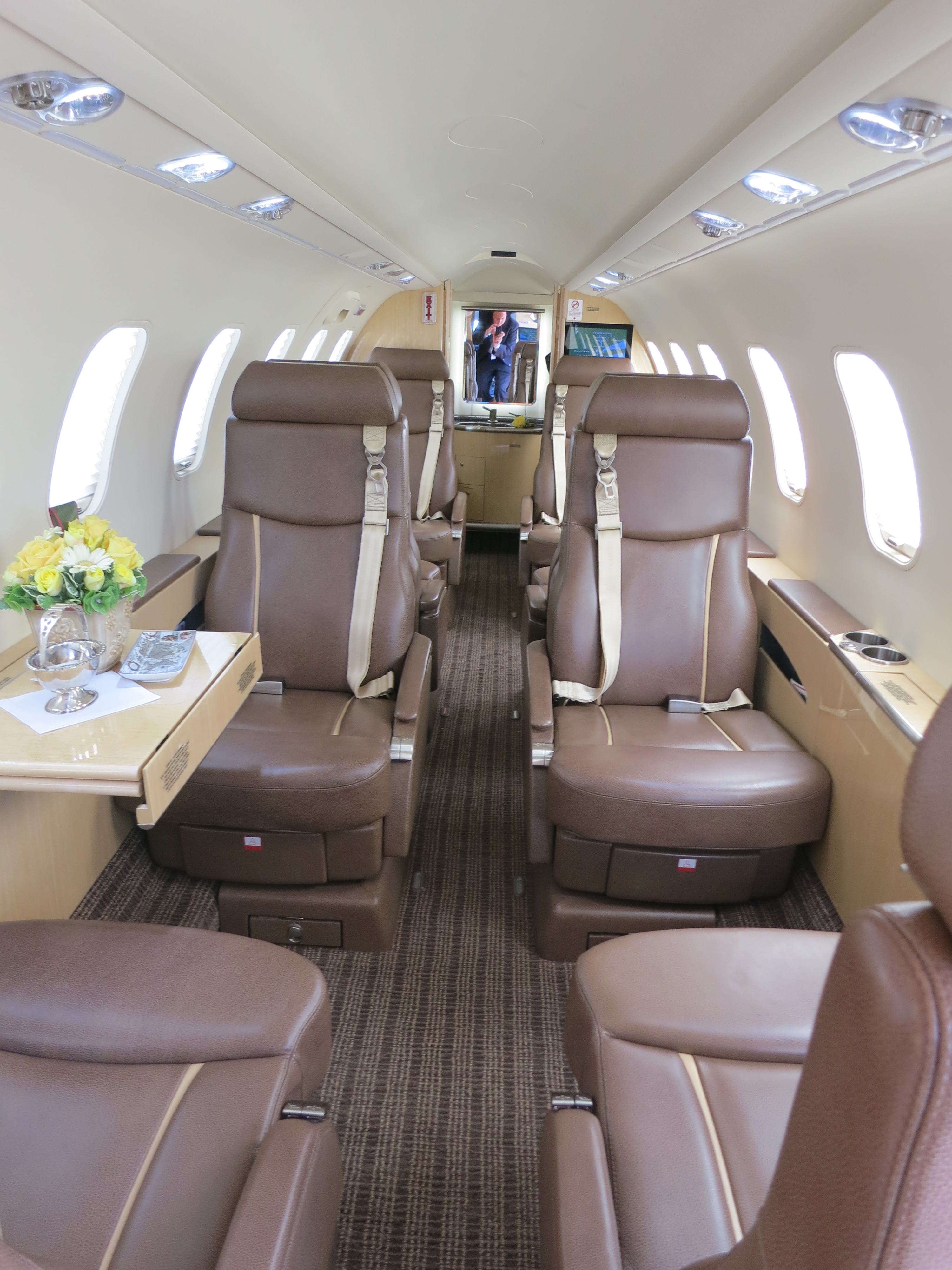
Interni della cabina di un Learjet 45.
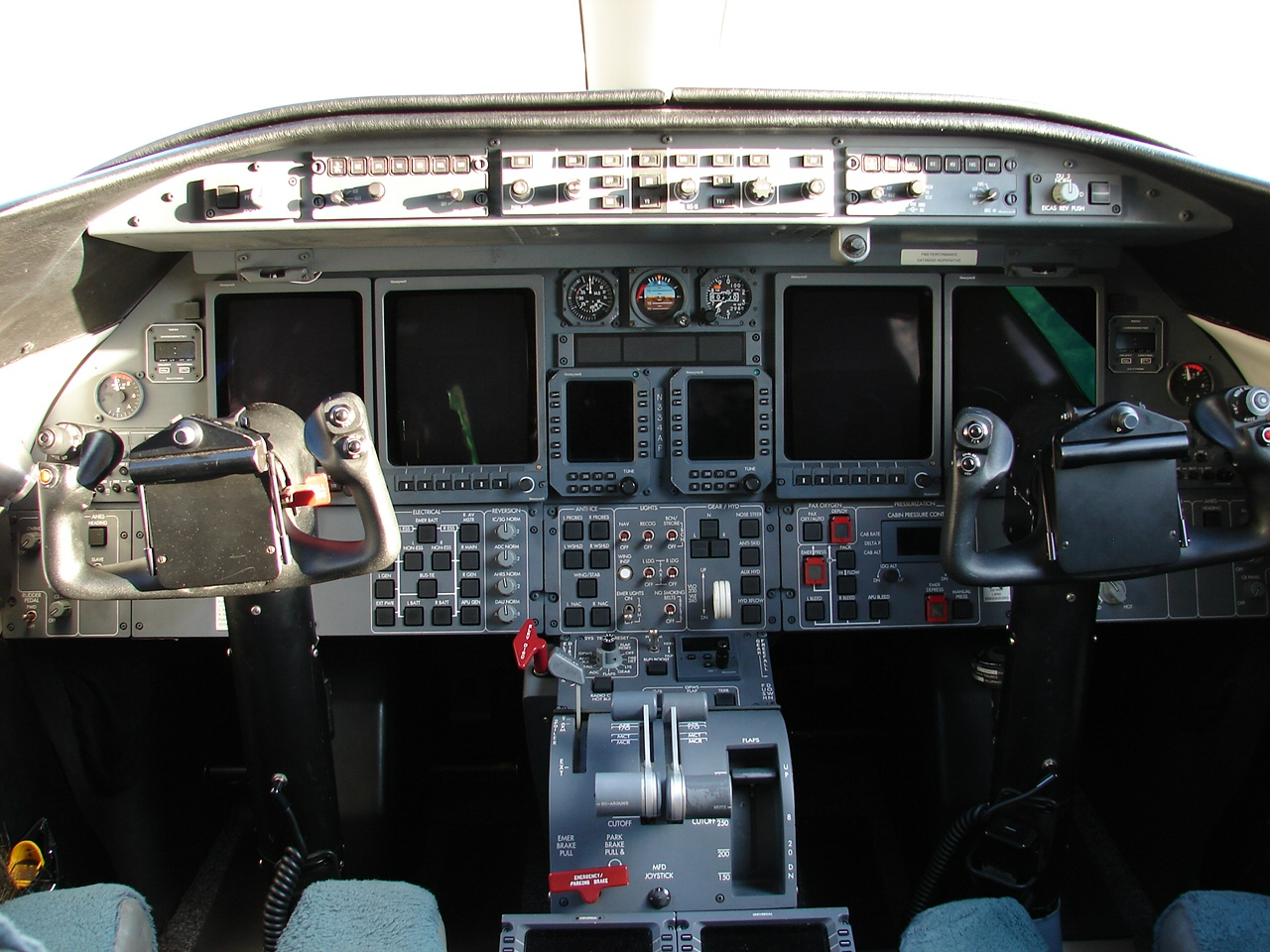
Cockpit di un Learjet 45.